# 乔波·加博尔
乔波·加博尔（匈牙利語：Csapó Gábor，1950年9月20日—2022年11月27日），匈牙利男子水球运动员。他曾代表匈牙利参加1976年和1980年夏季奥林匹克运动会水球比赛，共获得一枚金牌和一枚铜牌。